# Gymnázium U Libeňského zámku
Gymnázium U Libeňského zámku je střední škola v Praze 8, která se nachází v centru Libně, dobře dostupná městskou hromadnou dopravou. Je obklopena parkem, sportovišti, sokolovnou a historickými budovami libeňského zámku. Je fakultní školou Pedagogické a Přírodovědecké fakulty Univerzity Karlovy v Praze.

## Historie
Reálka byla v Libni založena roku 1907 a o dva roky později z ní vzniklo Reálné gymnázium. Do nové budovy v ulici U Libeňského zámku, postavené podle projektu Karla Pecánka ve slohu geometrické secese, se škola přestěhovala roku 1914.
V období 2. světové války se někteří členové profesorského sboru aktivně zúčastnili odboje a několik z nich v něm zemřelo. Odboje se účastnili i někteří studenti, jako například Jan Milič Zelenka nebo Miroslav Piskáček, jejichž rodiny pomáhaly výsadkářům ze skupiny Anthropoid, a kteří byli popraveni v KT Mauthausen. Řada studentů se zapojila do odboje zejména v letech 1941–1943 prostřednictvím organizace „Svaz československé mládeže“, založené roku 1939. Tento svaz gestapo roku 1944 rozbilo. V tom roce měla ve škole svoji buňku i levicová odbojová organizace „Předvoj“. 5. května 1945 budova školy sloužila jako povstalecké velitelství pro Prahu VIII pod krycím jménem „Josef“, kterému velel podplukovník František Prajer. Ve škole byli umisťováni zajatí němečtí vojáci a internovaní civilisté. 7. května německé jednotky budovu školy dobyly a zajatce odvedly.

## Zaměření
Ve všeobecně zaměřeném gymnáziu je možné se od 3. ročníku specializovat v rámci volitelných předmětů na informatiku a matematiku, přírodovědné předměty, společenskovědní předměty a na jazyky. Škola se zapojuje do různých národních i mezinárodních projektů. Kromě učeben a studoven má i svůj pěvecký sbor a divadelní kroužek.

## Absolventi a učitelé
Učitelé
- Petr Fejk (1990–1992)

Absolventi
- Ondřej Gros
- Jana Hlaváčová
- František Hrubín
- Jiří Janků
- Miloš Kirschner
- Jan Kodeš
- Richard Pražák
- Alexej Sevruk – spisovatel, překladatel
- Cyril Svoboda
- Zdeněk Urban – historik

## Fotografie

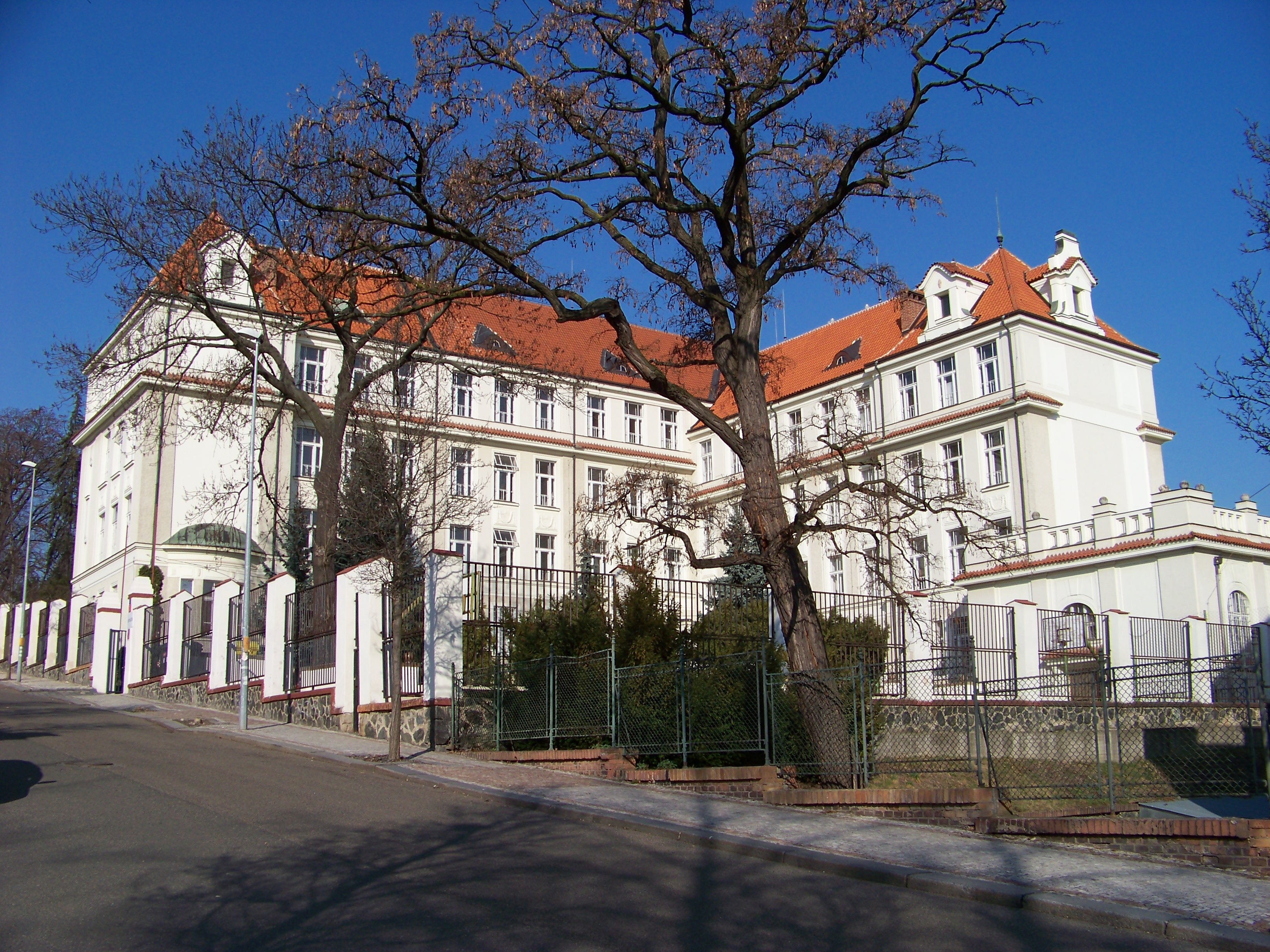
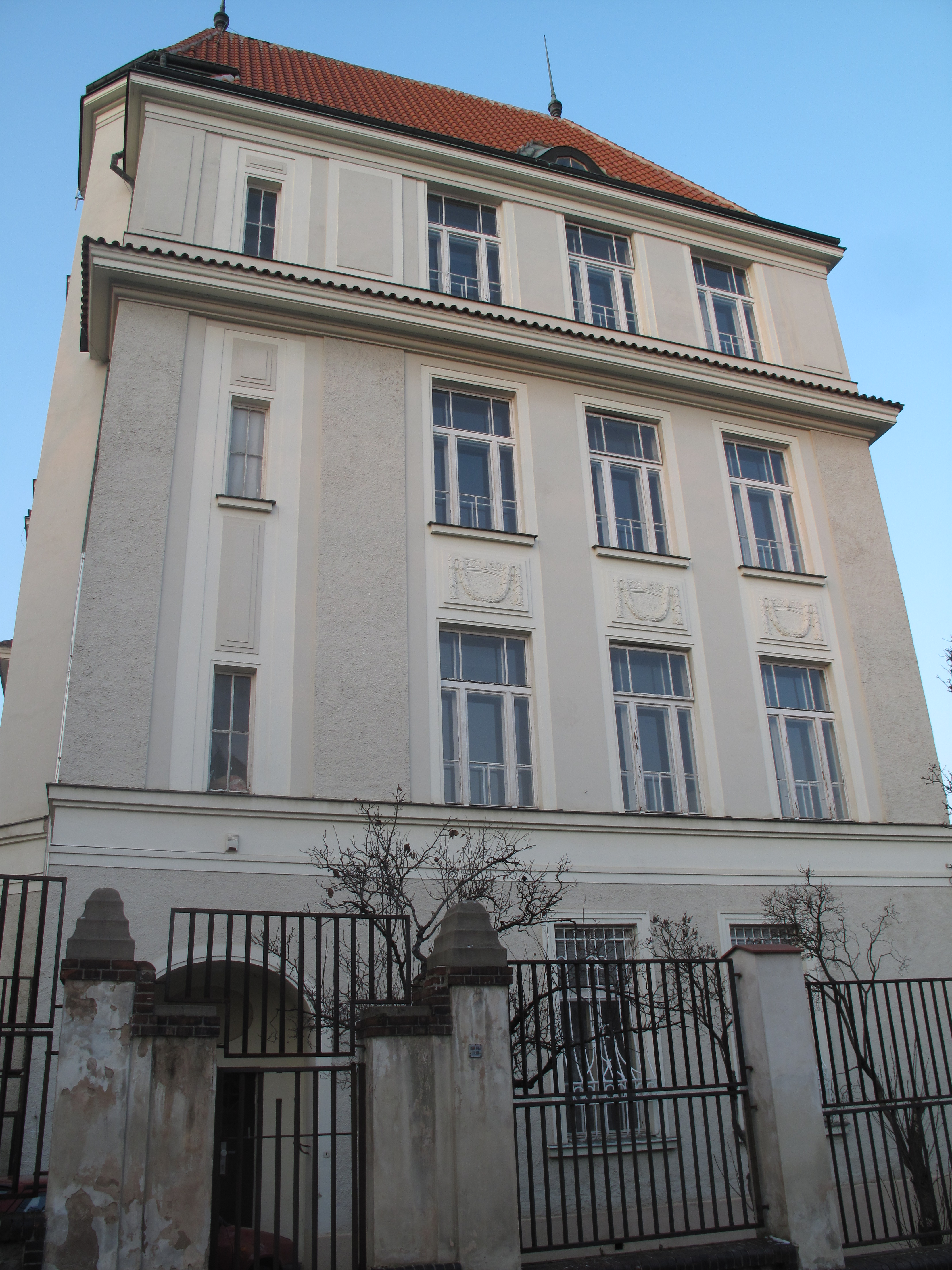
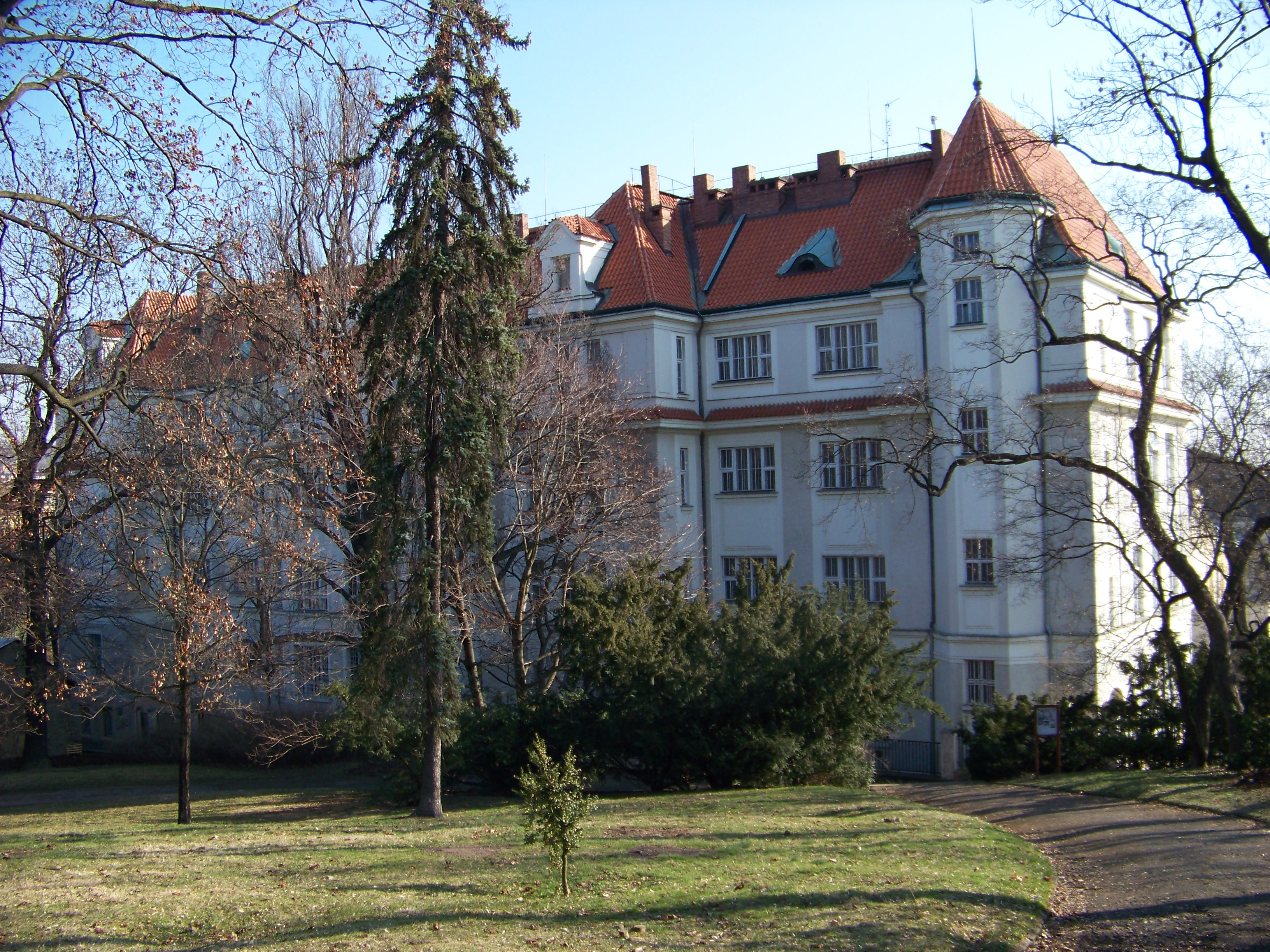